# Мейра (Луго)
Мейра (гал. Meira, ісп. Meira) — муніципалітет в Іспанії, у складі автономної спільноти Галісія, у провінції Луго. Населення — 1800 осіб (2009).
Муніципалітет розташований на відстані близько 430 км на північний захід від Мадрида, 31 км на північний схід від Луго.
Муніципалітет складається з таких паррокій: Мейра, Сейшосміль.

## Демографія
Динаміка населення (INE ):

## Галерея зображень

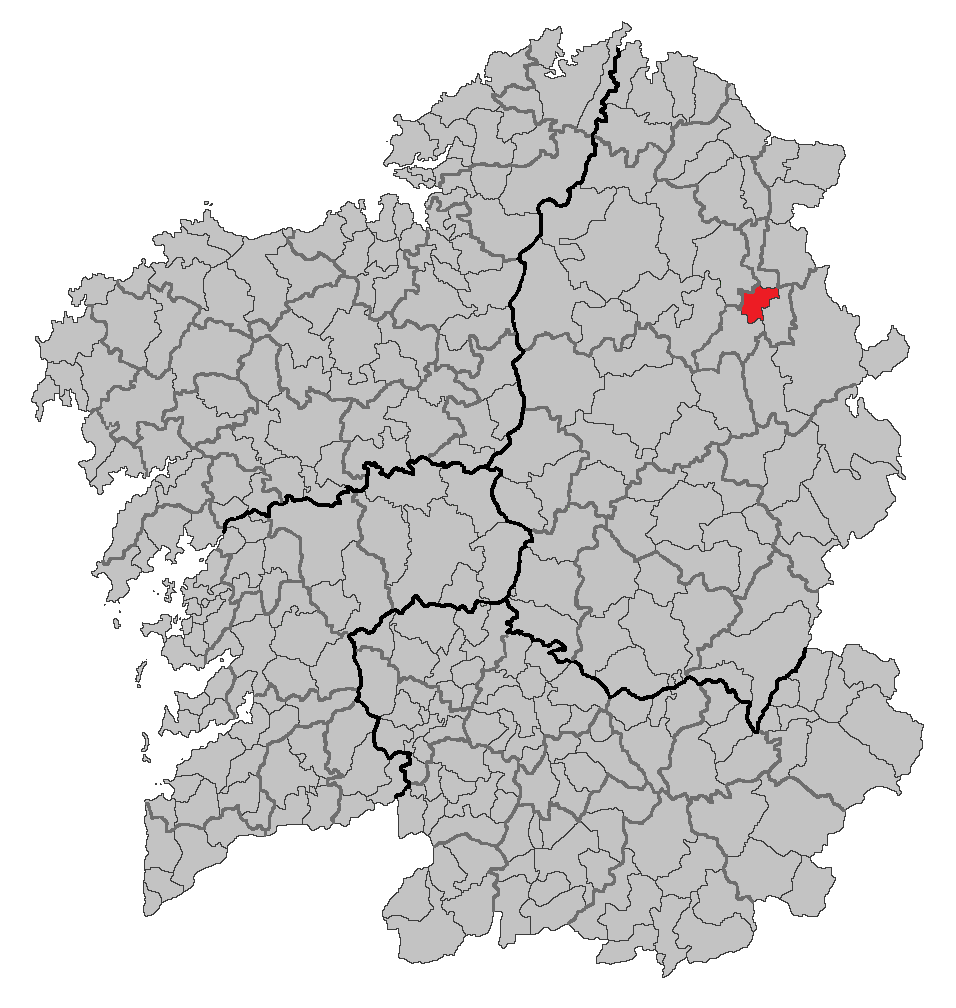
Розташування муніципалітету

## Парафії
Муніципалітет складається з таких парафій: 

## Релігія
Мейра входить до складу Лугоської діоцезії Католицької церкви.